# From the cave
Pour les articles homonymes, voir FTC.
L'expression from the cave (en abrégé FTC) est essentiellement utilisée dans le jargon des amateurs de musique metal.
Elle exprime la nature potentiellement artisanale, voire profondément obscure, d'un groupe, d'un morceau de musique, ou encore d'un lieu.
On retrouve principalement cette appellation chez les amateurs de musique nordique (finlandaise, par exemple), de groupes sombres, ténébreux et peu connus. L'expression from the cave signifie que ce qui est désigné, est torturé, voire trash. Par exemple, des photographies mal cadrées, très sombres, de protagonistes de groupes de metal très underground, seront décrites comme from the cave.
L'origine de cette expression seraient que certains groupes (principalement de black metal) ont tendance à poser pour des photos promotionnelles ou à jouer dans des endroits clos, humides, ressemblant à des caves.
L'expression from the cave peut aussi décrire aussi la qualité de toutes les caractéristiques du groupe ou du lieu (par exemple des morceaux de musique très saturés, voire inaudibles, ou une ambiance glauque, sordide).
Le from the cave est aussi parfois un choix de vie, pour les personnes les plus extrêmes, elle représente l'idéal underground et le rejet de la société, de la beauté et de l'esthétisme (on retrouve quelque peu cette idée dans le film Fight Club de David Fincher). Parfois, cette expression est utilisée pour se moquer de certaines personnes se prenant au sérieux et voulant se démarquer par un aspect morbide, en vain.
L'expression from the cave est essentiellement francophone.